# Celtic Challenge
Le Celtic Challenge est une compétition internationale féminine de rugby à XV créée en 2023. Elle met aux prises des équipes de trois des nations celtiques : l'Écosse, l'Irlande, et le pays de Galles. La compétition a pour but le développement des joueuses de haut niveau.

## Histoire
Le Celtic Challenge met aux prises des équipes de trois des nations celtiques : l'Écosse, l'Irlande, et le pays de Galles. La compétition a pour but le développement des joueuses de haut niveau. L'édition inaugurale de 2023 compte trois équipes, une par nation. La compétition est financée par les fédérations participantes ainsi que World Rugby.
Dès la deuxième édition, la compétition passe à six équipes (deux par nation).
En vue de la Coupe du monde 2025, le format de la compétition est revu pour l'édition 2024-2025 avec un calendrier aller-retour, soit un total de dix matchs pour chacune des six équipes.
Pour le Celtic Challenge 2025-2026, le calendrier est à nouveau étoffé puisqu'une phase finale est ajoutée au terme des dix journée de saison régulière.

## Palmarès
| Édition   | Vainqueur             |
| --------- | --------------------- |
| 2023      | Combined Provinces XV |
| 2023-2024 | Wolfhounds            |
| 2024-2025 | Wolfhounds            |

## Équipes
| Équipes               | Pays           | 2023 | 2023-2024 |
| --------------------- | -------------- | ---- | --------- |
| Brython Thunder       | Pays de Galles | ❌   | ✔️        |
| Clovers               | Irlande        | ❌   | ✔️        |
| Combined Provinces XV | Irlande        | ✔️   | ❌        |
| Édimbourg Rugby       | Écosse         | ❌   | ✔️        |
| Glasgow Warriors      | Écosse         | ❌   | ✔️        |
| Gwalia Lightning      | Pays de Galles | ❌   | ✔️        |
| The Thistles          | Écosse         | ✔️   | ❌        |
| Wales Development XV  | Pays de Galles | ✔️   | ❌        |
| Wolfhounds            | Irlande        | ❌   | ✔️        |

## Édition 2023
La première édition du Celtic Challenge voit les trois équipes s'affronter en matchs aller-retour. La sélection irlandaise l'a remportée en réalisant un grand chelem.
| Clubs                 | COM     | THI     | WAL     |
| --------------------- | ------- | ------- | ------- |
| Combined Provinces XV |         | 45 - 12 | 19 - 0  |
| The Thistles          | 26 - 33 |         | 27 - 29 |
| Wales Development XV  | 26 - 27 | 7 - 21  |         |

|  | Victoire à domicile |  | Défaite à domicile |

| Rang | Club                  | J | V | N | D | Bo | Bd | Pm  | Pe  | Diff | Pts |
| ---- | --------------------- | - | - | - | - | -- | -- | --- | --- | ---- | --- |
| 1    | Combined Provinces XV | 4 | 4 | 0 | 0 | 3  | 0  | 124 | 64  | +60  | 19  |
| 2    | The Thistles          | 4 | 1 | 0 | 3 | 1  | 2  | 86  | 114 | -28  | 7   |
| 3    | Wales Development XV  | 4 | 1 | 0 | 3 | 0  | 1  | 62  | 94  | -32  | 5   |

Convaincus de l'intérêt sportif de la compétition, les organisateurs mettent sur pied une deuxième édition pour la saison suivante.